# Aphytoceros
Aphytoceros är ett släkte av fjärilar. Aphytoceros ingår i familjen Crambidae.
Kladogram enligt Catalogue of Life:
| Aphytoceros | \| \| Aphytoceros hollandiae \| \| \| \| \| \| Aphytoceros lucusalis \| \| \| \| |
|             | \| \| Aphytoceros hollandiae \| \| \| \| \| \| Aphytoceros lucusalis \| \| \| \| |
|             | Aphytoceros hollandiae                                                           |
|             |                                                                                  |
|             | Aphytoceros lucusalis                                                            |
|             |                                                                                  |